# О том, чего не было
«О том, чего не было» — советский широкоэкранный художественный фильм 1986 года, снятый режиссёром Камарой Камаловой на киностудии «Узбекфильм».
Премьера фильма состоялась 5 марта 1987 года. Фильм посмотрело 3 млн зрителей.

## Сюжет
Азиза, успешный ученый, узнаёт от Надиры, что её муж уехал к своей молодой секретарше, а не в командировку в Сибирь и переживает кризис. Приехав в Ленинград, она понимает, что сама виновата в сложившейся ситуации и решает измениться. После приезда домой она намерена начать новую жизнь.

Жизнь Азизы Усмановой кажется безоблачной: на работе она весьма уважаемый специалист-психолог, в семье — любимая жена, счастливая мать. Но достаточно маленького толчка, глупой сплетни, чтобы всё пошло прахом: работа уже не в работу, семьи вроде бы и нет… Азиза вдруг поняла, что, в сущности, совсем не знала самых близких людей — мужа и дочь, и открыла неведомую ей ранее способность к состраданию, сочувствию.
— анонс фильма в журнале «Советский экран», №3, 1987 год

## В ролях
- Елена Аминова — Азиза Усманова
- Юрий Любшин — врач
- Ходжадурды Нарлиев — Тимур
- Матлюба Алимова — Матлюба
- Лелде Викмане — секретарша
- Дина Мусрепова — Надира
- Ульмас Алиходжаев — Шамшаров
- Улугбек Камилов — Халиков
- Наргиз Закирова — Гуля
- Кира Парамонова — Марианна Хансен
- Рашид Маликов — маляр
- Малик Каюмов — директор НИИ
- Олим Иргашев — Рустам
- Валентина Бочанова — Юля
- Виктор Ильичёв — муж Юли
- Юрий Каменев — Мансуров
- С. Икрамов — эпизод
- Ш. Маннопходжаева — эпизод
- Барасби Мулаев — эпизод
- Гавхар Каюмова — эпизод
- Ш. Нуруллаев — эпизод
- Г. Доронкина — эпизод
- О. Ташматов — эпизод
- Паата Жгенти — эпизод
- И. Файзиев — эпизод

## Съёмочная группа
- Режиссёр: Камара Камалова
- Сценарист: Виктория Токарева
- Операторы: Рифкат Ибрагимов, Валерий Алламяров
- Художник: Авазхон Усманов
- Композитор: Александр Кнайфель
- Звукорежиссёр: Израиль Аркашевский